# Fuglesongen
Fuglesongen (La chanson des oiseaux en norvégien) est une île norvégienne située dans le Nord-Ouest du Svalbard. C'est la plus grande et la plus à l'ouest des îles de l'archipel des Nordvestøyane. Le nom de l'île vient du grand nombre d'oiseaux occupant les lieux. L'oiseau le plus commun de l'île est le mergule nain.

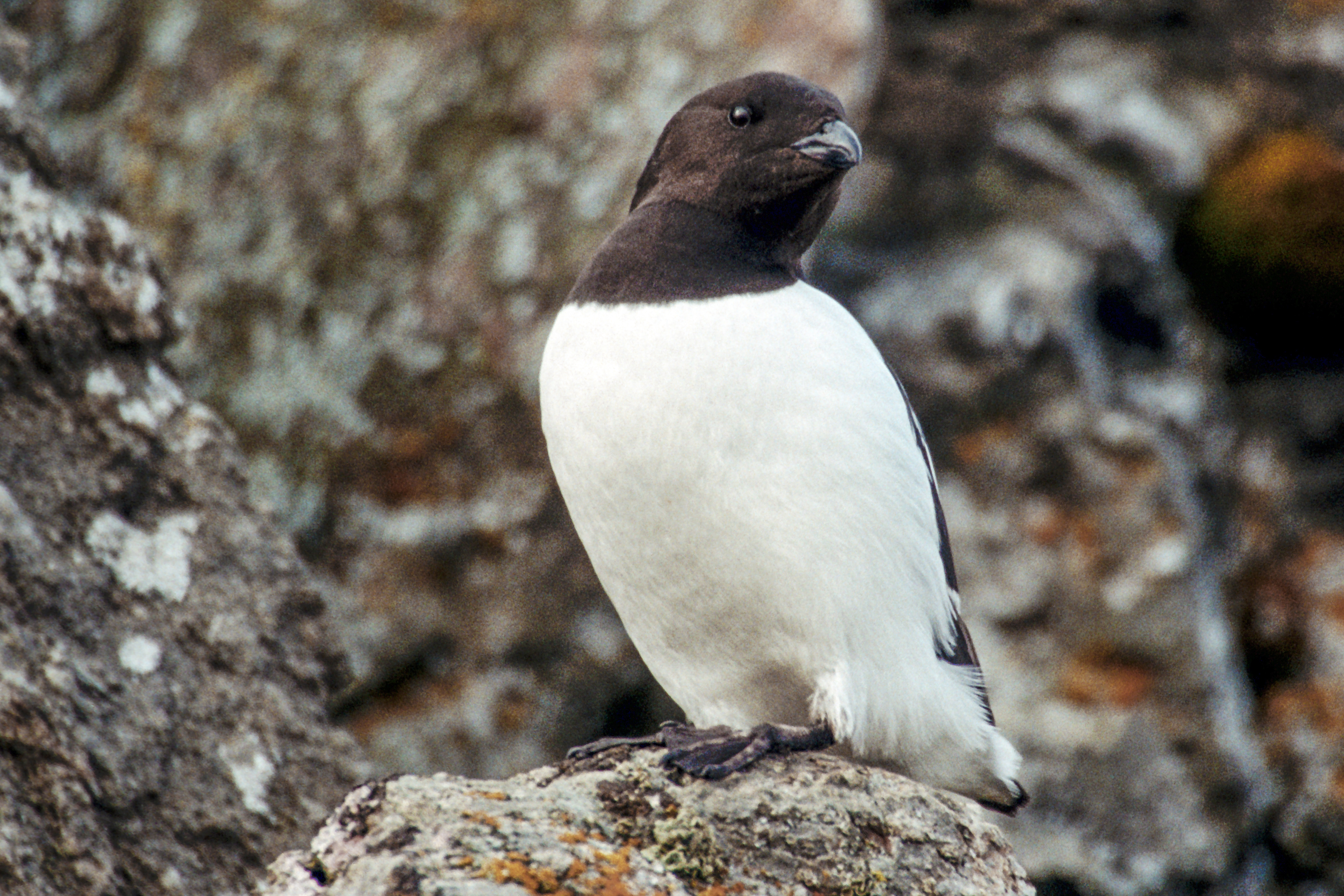
Mergule nain (photographié au Spitzberg).

La surface de l'île est de 4,1 km2, pour une longueur d'environ 4 km. Le point le plus élevé est le Rotgangsfjellet qui culmine à 387 mètres au-dessus du niveau de la mer. À l'est de Fuglesongen sont situées les îles Klovningen, Ytre Norskøya et Indre Norskøya. Au sud du détroit de Fair-Haven se trouve Fugløya. L'île d'Örnenøya située au nord de Fuglesongen ne fait pas partie de l'archipel.
À l'instar de l'archipel, Fuglesongen fait partie du  parc national de Norvest-Spitsbergen.